# Jaka Hvala
Jaka Hvala, slovenski smučarski skakalec, * 15. julij 1993, Ponikve, Slovenija.
Hvala je osvojil bronasto medaljo na Svetovnem mladinskem prvenstvu 2010 na ekipni tekmi, srebro na posamični tekmi leta 2012 in zlato medaljo na ekipni tekmi 2013 (Zakopane).

## Svetovni pokal

### Posamične zmage
| Sezona  | Datum            | Prizorišče  |
| ------- | ---------------- | ----------- |
| 2012/13 | 13. februar 2013 | Klingenthal |

### Ekipno
| Sezona  | Datum             | Prizorišče  | Mesto |
| ------- | ----------------- | ----------- | ----- |
| 2012/13 | 30. november 2012 | Kuusamo     | 3.    |
| 2012/13 | 11. januar 2013   | Zakopane    | 1.    |
| 2012/13 | 9. februar 2013   | Willingen   | 1.    |
| 2012/13 | 17. februar 2013  | Oberstdorf  | 3.    |
| 2013/14 | 23. november 2013 | Klingenthal | 1.    |